# Suo jure
Suo jure (auch suo iure) ist der lateinische Ausdruck für „in eigenem Recht“. Er wird üblicherweise im Zusammenhang mit Adelstiteln verwendet, meist für Frauen, die einen Titel durch Geburt geerbt haben (und nicht etwa durch Heirat).

## Beispiele von „suo jure“-Titeln
- Margaret Pole, 8. Countess of Salisbury – Gräfin suo jure
- Ela of Salisbury – suo jure Countess of Salisbury
- Mathilde von Canossa –  Markgräfin suo jure
- Melisende von Jerusalem – Königin suo jure
- Eleonore von Aquitanien – Herzogin suo jure
- Sibylla von Jerusalem – Königin suo jure
- Konstanze von Sizilien – Königin suo jure
- Margarete von Tirol – Gräfin suo jure
- Johanna I. von Neapel – Königin und Gräfin suo jure
- Johanna II. von Neapel – Königin suo jure
- Isabella von Kastilien – Königin suo jure
- Maria von Burgund – Herzogin suo jure
- Johanna von Kastilien – Königin suo jure
- Katharina von Medici – Gräfin suo jure
- Maria Stuart – Königin suo jure
- Maria I. von England – Königin suo jure
- Elisabeth I. von England – Königin suo jure
- Wilhelmine von Sagan – Herzogin suo jure
- Alexandra Duff, 2. Duchess of Fife – Herzogin suo jure
- Patricia Knatchbull, 2. Countess Mountbatten of Burma – Gräfin suo jure
- Anne Boleyn – suo jure Marquess of Pembroke
- Elisabeth II. – suo jure Königin des Vereinigten Königreichs Großbritannien und Nordirland sowie in Personalunion von 15 weiteren Commonwealth Realms